# Kurt Röwe
Kurt Röwe (* 8. November 1924; † 19. Januar 2007) war ein deutscher Fußballspieler, der in der erstklassigen Fußball-Oberliga Nord von 1948 bis 1960 bei den Vereinen Eimsbütteler TV, Harburger TB, erneut ETV, VfB Lübeck, FC St. Pauli und ASV Bergedorf 85 insgesamt 274 Ligaspiele mit 26 Toren absolviert hat.

## Laufbahn

### Eimsbüttel und Harburg, bis 1953
Der in Hamburg-Eimsbüttel aufgewachsene Röwe war ein äußerst talentierter Straßenfußballer, der bald beim ETV eintrat und dort alle Jugendklassen durchlief. Nach dem Zweiten Weltkrieg schloss er sich 1946 wieder dem ETV unter Trainer Walter Risse an. In der Saison 1947/48 gehörte der beidfüßig technisch beschlagene und zweikampfstarke Allrounder der ETV-Mannschaft an, die in der Alster-Staffel mit 35:1 Punkten die Meisterschaft gewinnt und am 23. Mai 1948 mit einem 3:0 gegen den Itzehoer SV in die Oberliga-Aufstiegsrunde startet. Am 6. Juni zeichnete sich Röwe als Torschütze beim entscheidenden 3:1-Erfolg gegen Altona 93 aus, mit dem der Aufstieg in die Oberliga vorzeitig feststand.
Der gelernte Versicherungskaufmann kam in der Oberliga Nord überwiegend als Halbstürmer und Außenläufer im damals praktizierten WM-System zum Einsatz und wurde im Lauf der Jahre zu einem „Dauerbrenner“ der Liga. Er debütierte am 29. August 1948 beim Rundenstart gegen Arminia Hannover (1:1) in der Oberliga. Als dem ETV am 26. September vor 15.000 Zuschauern ein 2:1-Heimerfolg gegen den Hamburger SV gelang, stürmte Röwe auf Linksaußen. Am Rundenende belegte Eimsbüttel in der 12er-Liga – Holstein Kiel wurde während der Saison disqualifiziert – den 6. Rang und Röwe war in zehn Ligaspielen aufgelaufen. Er unterschrieb zur folgenden Saison 1949/50 einen neuen Vertrag beim Oberligaaufsteiger Harburger TB. Er soll im Sommer 1949 für kurze Zeit auch noch bei Victoria Hamburg am Ball gewesen sein.
Mit den Rot-Weiß-Schwarzen von der Jahnhöhe eröffnete Röwe am 4. September 1949 mit einem 0:0-Heimremis gegen Hannover 96 die Runde. Beim ersten Auswärtsspiel, am 11. September, verlor er mit dem HTB mit 2:3 beim Hamburger SV. Der spätere Oberligarekordspieler Otmar Sommerfeld stürmte dabei auf Linksaußen, Röwe am rechten Flügel und Henry Peper hütete das Tor der Harburger. Die Leistungsstärke der Oberliga Nord war für den Aufsteiger nicht zu meistern, mit lediglich 8:52 Punkten belegte der HTB den letzten Rang und stieg unmittelbar wieder in das Amateurlager ab. Röwe hatte mit seinen 27 Ligaeinsätzen und sechs Toren seine Oberligatauglichkeit unter Beweis gestellt und schloss sich zur Saison 1950/51 wieder seinem Heimatverein Eimsbütteler TV an.
Am 10. Spieltag, den 22. Oktober 1950, empfängt ETV vor 20.000 Zuschauern die „Rautenträger“ des Hamburger SV. Vor Torhüter Hans-Jürgen Kowalkowski wird die Abwehr durch die Brüder Karl-Heinz und Kurt Manja angeführt und die Flügelzange bilden Röwe und Gerhard Ihns. Der ETV gewinnt mit 1:0 und der goldene Torschütze ist in der 47. Minute Röwe, dessen Vater als Architekt eifrig am Wiederaufbau des Stadions und seiner Tribüne werkelt. Insgesamt läuft Röwe in 29 Spielen auf und erzielt zwei Tore; Eimsbüttel belegt den fünften Rang. Anfang Mai bestreitet er mit dem ETV Spiele in der DDR. Rotation Dresden (4:0) und Motor Zwickau (2:1) werden geschlagen wie nach einer weiteren strapaziösen Fahrt der FC Bayern München am 26. Mai mit 4:3 in München.
Als das „Manja-Team“ 1951/52 mit dem 4. Rang, punktgleich mit St. Pauli auf dem 3. Rang, die beste Oberligaplatzierung gelingt, trägt Röwe mit 30 Spielen und acht Toren ganz gehörig zu diesem Erfolg bei. Das Heimspiel gegen den späteren Vizemeister VfL Osnabrück mit Nordtorschützenkönig „Ötti“ Meyer wurde am 28. August 1951 mit 3:1 gewonnen; Röwe war dabei als rechter Läufer im Einsatz gewesen. Nach weiteren 28 Ligaeinsätzen (1 Tor) zieht es ihn von Hamburg weg, er unterschreibt zur Saison 1953/54 einen Vertrag beim VfB Lübeck.

### Lübeck, St. Pauli und Bergedorf, 1953 bis 1960
Bei den Grün-Weißen vom Stadion an der Lohmühle heuerte auch noch Reinhold Ertel als Neuzugang an, so dass man dem Startspiel am 9. August 1953 mit der Heimbegegnung gegen den Heimatclub von Röwe, Eimsbütteler TV, optimistisch entgegensah. Aber der ETV entführte mit einem 2:0 beide Punkte aus Lübeck und die Mannschaft von Trainer Friedo Dörfel sah nach der zweiten Heimniederlage gegen den Hamburger SV (0:3) am 30. August, einer schweren Runde entgegen. Mit 13:17 Punkten beendete der VfB die Hinrunde. Mit den zwei Niederlagen am Rundenende gegen den Harburger TB (0:1) und Arminia Hannover (1:3) belegte das Team um Torhüter Albert Felgenhauer mit 23:37 Punkten den 15. Rang und stieg in das Amateurlager ab. Röwe hatte alle 30 Ligaspiele (1 Tor) absolviert und wechselte nach dem Abstieg ans Heiligengeistfeld zum FC St. Pauli.

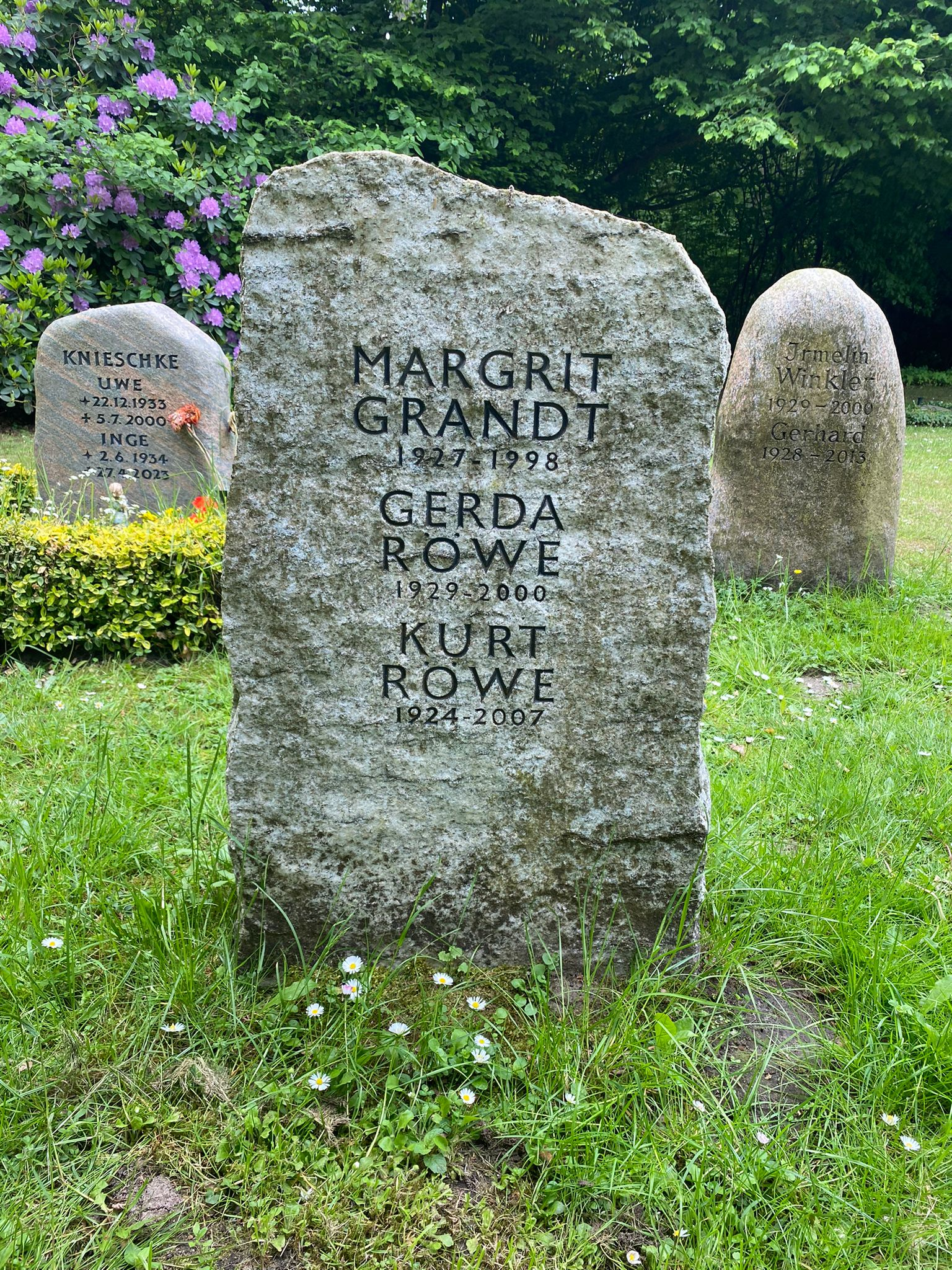
Grabstätte auf dem Friedhof Volksdorf

Beim Team von Trainer Heinz Hempel war für Röwe zuerst Geduld angesagt: Erst am siebten Rundenspieltag, den 24. Oktober 1954, stand er erstmals in der Startelf der Braun-Weißen. St. Pauli gewann mit 3:1 das Heimspiel gegen den VfL Wolfsburg und Röwe hatte zusammen mit Werner Heitkamp, Alfred Brüggen, Alfred Beck und Karl-Heinz Petersen den Angriff des Gastgebers gebildet. Am Rundenende belegte St. Pauli den 7. Rang und Röwe hatte in 18 Ligaeinsätzen zwei Tore erzielt. Nach dieser Serie verließen mehrere Stammspieler den Verein (Beck, Heitkamp, Petersen, Hans Wehrmann) und Röwe und Kollegen kämpften in Folge 1955/56 ernsthaft um den Klassenerhalt. „Man hätte auf jeden Fall neue Spielerpersönlichkeiten verpflichten müssen“, klagte Heinz Hempel noch mehr als 40 Jahre später. Zu den Neuverpflichtungen im Sommer 1955, die im Nachhinein bestenfalls Randfiguren der Vereinsgeschichte darstellten, sagte zum Beispiel Otmar Sommerfeld: „Harald Ramm war der begnadeste Spieler, den ich in all den Jahren bei St. Pauli gesehen habe, er konnte alles am Ball. Leider hat er Fußball nie so richtig ernst genommen, der hat sein Talent verschleudert.“ Den Klassenerhalt auf dem 13. Rang hatte St. Pauli in erster Linie Torhüter Hans-Jürgen Kowalkowski zu verdanken sowie der Läuferreihe mit Harald Stender, Sommerfeld und Brüggen. Röwe kam in dieser Runde wo eindeutig der Klassenerhalt im Vordergrund stand, in 25 Ligaspielen zum Einsatz und erzielte drei Tore. Er spielte noch die zwei nächsten Runden für St. Pauli, erlebte den Beginn der Karrieren von Ingo Porges, Rolf Bergeest und Horst Haecks und unterschrieb mit 33 Jahren im Sommer 1958 einen neuen Vertrag beim ASV Bergedorf 85.
Bei den „Elstern“, dem Team des „ewigen Trainers“ Heinz Werner, konnte der technisch und taktisch ausgereifte Allrounder nochmals voll überzeugen und entwickelte sich im Billtalstadion zu einem Publikumsliebling. Mit einer 19:11-Hinrunde begeisterte die Mannschaft um Röwe, Torhüter Heinrich Kokartis, Sommerfeld, Günther Emsen, Ernst „Ernie“ Jordan, Karl-Heinz Pörschke und Gerd Voß 1958/59 die Anhänger. Am Rundenende belegte Bergedorf den 11. Rang und Röwe hatte in 26 Ligaspielen drei Tore erzielt. Nach seiner zwölften Oberligarunde, 1959/60, beendete der Senior nach insgesamt 274 Pflichtspielen in der Oberliga Nord mit 26 Toren seine langjährige Spielerlaufbahn.

## Privates
Kurt Röwe verstarb am 19. Januar 2007 im Alter von 82 Jahren. Am 19. Februar 2007 wurde er auf dem Friedhof Volksdorf (Grablage Nl 67) beigesetzt.